# Gerardo Rubiños
Gerardo Rubiños Cerna (Lima, 12 de noviembre de 1952) es un exfutbolista peruano que se desempeñaba como arquero. Es hermano menor del también exarquero peruano Luis Rubiños Cerna.

## Trayectoria
Gerardo Rubiños se formó en las divisiones menores del Sporting Cristal a fines de la década del 60, club donde su hermano mayor Luis era el portero titular. Rubiños alternó en el arco rimense entre 1972 y 1977, obteniendo un título profesional en su primer año.
En 1978 juega por el Juan Aurich, en 1979 por Deportivo Municipal, en 1980 juega por Deportivo Junín hasta 1981.
En 1982 regresa a Sporting Cristal y en 1983 se convierte en primer arquero, a finales de ese año obtiene el título con la 'celeste', su segundo título personal, aunque no tapó la Liguilla Final.
En 1984 y 1985 sería el segundo arquero y se retira en el cuadro del Rimac.
Desde hace tres décadas radica en USA.

## Clubes
| Club                | País | Año         |
| ------------------- | ---- | ----------- |
| Sporting Cristal    | Perú | 1972 - 1977 |
| Juan Aurich         | Perú | 1978        |
| Deportivo Municipal | Perú | 1979        |
| Deportivo Junín     | Perú | 1980 - 1981 |
| Sporting Cristal    | Perú | 1982 - 1985 |

## Palmarés

### Campeonatos nacionales
| Título                    | Club             | País | Año  |
| ------------------------- | ---------------- | ---- | ---- |
| Primera División del Perú | Sporting Cristal | Perú | 1972 |
| Primera División del Perú | Sporting Cristal | Perú | 1983 |